# Saman (stad i Iran)
Saman (persiska: سامان) är en ort i Iran. Den ligger i provinsen Chahar Mahal och Bakhtiari, i den centrala delen av landet. Saman ligger 1 967 meter över havet.
Saman är administrativt centrum för delprovinsen (shahrestan) Saman.
Närmaste större samhälle är Shahr-e Kord, 15 km söderut.